# Raionul Manevîci, Volînia
Manevîci (în ucraineană Маневицький район, transliterat: Manevîțkîi raion) este un raion în regiunea Volînia, Ucraina. Reședința sa este așezarea de tip urban Manevîci.

## Demografie
Componența lingvistică a raionului Manevîci
     Ucraineană (99,33%)
     Alte limbi (0,62%)
Conform recensământului din 2001, majoritatea populației raionului Manevîci era vorbitoare de ucraineană (99,33%), existând în minoritate și vorbitori de alte limbi.